# 阿爾蒂斯霍芬

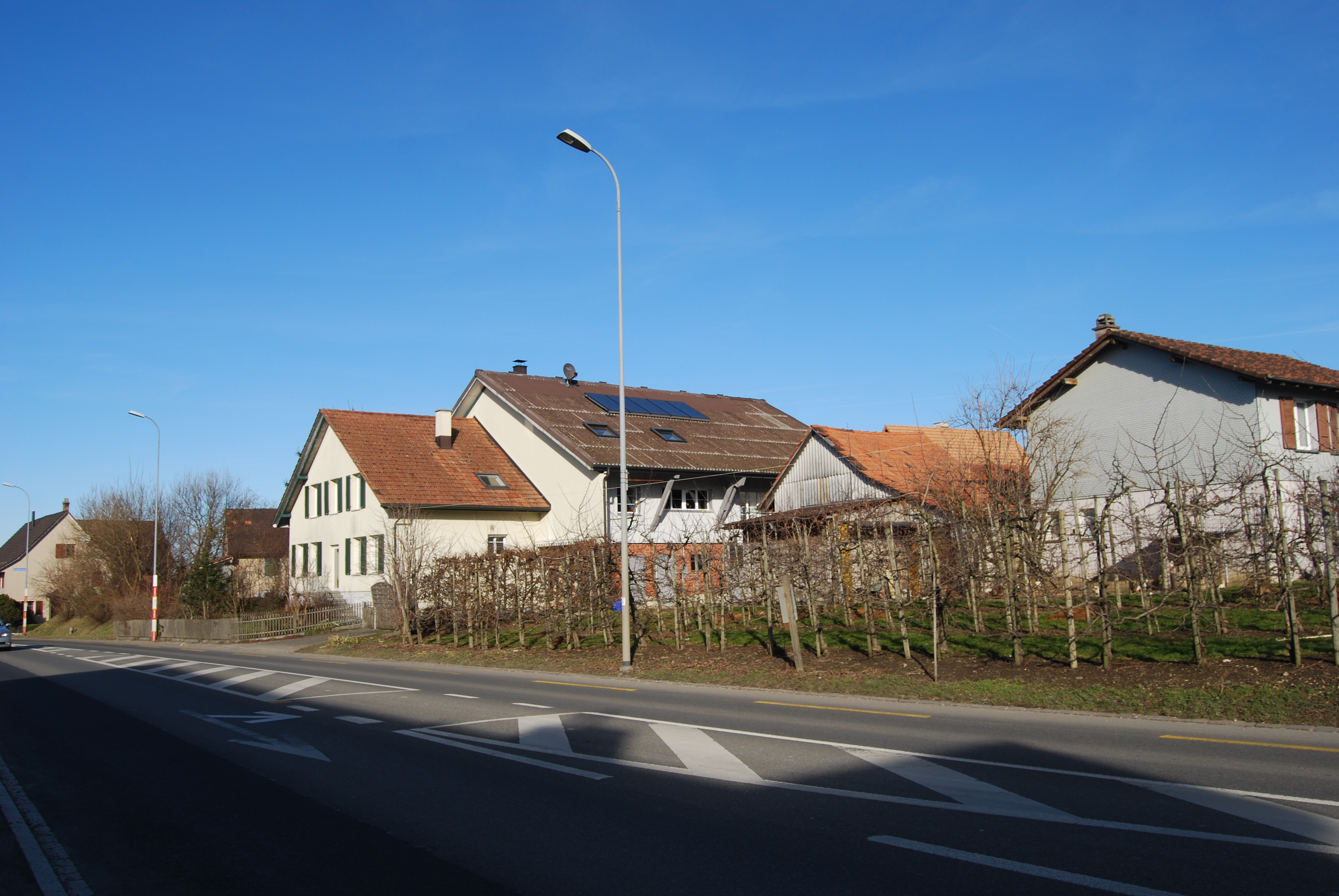

阿爾蒂斯霍芬是瑞士的城鎮，位於該國中部，由琉森州負責管轄，面積5.76平方公里，一半土地是農業用地，海拔高度482米，2011年人口1,468，人口密度每平方公里255人。